# Керкгове, Иосиф ван ден
Иосиф ван ден Керкгове (также: Иос ван ден Керкхоф; Joseph van den Kerkhove; 1670 — 1724) — фламандский художник.
Занимался исторической живописью и портретами и был одним из основателей академии в Брюгге.